# Niegomoż
Niegomoż (ros. Негомож) – wieś (dieriewnia) w Rosji, w obwodzie moskiewskim, w okręgu miejskim Kołomny. W 2010 liczyła 2493 mieszkańców.